# Germarostes nitens
Germarostes nitens là một loài bọ cánh cứng trong họ Hybosoridae. Loài này được Guérin-Méneville miêu tả khoa học năm 1839.